# Компьютер общего назначения
Компьютер общего назначения — компьютер, способный решить любую задачу, которая может быть выражена в виде программы и выполнена в рамках разумных ограничений, накладываемых ёмкостью системы хранения компьютера, допустимым размером программы, скоростью её выполнения и надёжностью оборудования.
В отличие от специализированных вычислительных устройств компьютер общего назначения способен выполнять множество зачастую не связанных между собой функций. Так суперкомпьютеры общего назначения способны обслуживать программные приложения, разработанные для самых разных и далеко отстоящих друг от друга направлений научных исследований, таких как лингвистика и астрономия, науки о Земле и проектирование техники. Знакомый всем персональный компьютер тоже является примером компьютера общего назначения, сегодня он используется не только как вычислительное устройство, но и как интеллектуальный офисный инструмент, цифровая аудио-видео-студия или центр развлечений.
В настоящее время даже специализированные устройства (например, игровые приставки, видеопроигрыватели, музыкальные центры) часто выполняют на той же основе, что и универсальные компьютеры, поскольку написание программы для стандартного процессора обходится дешевле разработки специализированного микрочипа. При этом потенциальная функциональность бывает недоступна пользователю из‐за отсутствия интерфейсов, или намеренно ограничена производителем через проприетарное ПО, DRM и т. п. (вплоть до юридического преследования получивших к ней доступ).
Более узко определение «компьютер общего назначения» может быть формализовано в требовании, чтобы конкретный компьютер был способен подражать поведению универсальной машины Тьюринга.